# Тёфсингдален
Тёфсингдален (швед. Töfsingdalen), — национальный парк в Швеции, расположенный рядом с горным курортом Идре в Даларне, в коммуне Эльвдален.
Парк труднодоступен и состоит из двух горных кряжей (высотой 892 м.) и пустошью между ними. Флора и фауна крайне скудные.